# Meeresenergie
Unter dem Begriff Meeresenergie werden verschiedene Formen von mechanischer, thermischer und physikalisch-chemischer Energie zusammengefasst, die in den Wassermassen der Weltmeere enthalten sind. Ihre technische Ausnutzung für die Energiegewinnung steckt noch in den Anfängen, doch könnte die Meeresenergie – entsprechenden technischen Fortschritt vorausgesetzt – in Zukunft einen bedeutenden Beitrag zur Energieversorgung der Menschheit leisten.
Technologien zur Nutzung der Meeresenergie umfassen:
- Gezeitenkraftwerke
- Meeresströmungskraftwerke
- Meereswärmekraftwerke
- Osmosekraftwerke
- Wellenenergie
- Wellenkraftwerk

Üblicherweise nicht zur Meeresenergie werden Offshore-Windparks und schwimmende Windkraftanlagen gezählt, die in die Kategorie Windenergie eingeordnet werden. 
Zudem kann Meerwasser wie auch Wasser von anderen Gewässern als Wärmequelle für Wärmepumpen dienen. Die größte Wärmepumpenanlage, die u. a. Meerwasser nutzt, befindet sich mit Stand 2016 in Stockholm. Unter Einsatz einer elektrischen Leistung von 200 MW versorgt die Anlage ein Fernwärmenetz mit einer Wärmeleistung von 660 MW. Die weltweit größte mit dem ökologisch unbedenklichen Kältemittel CO2 betriebene Meerwasser-Wärmepumpe steht im Hafen von Esbjerg, Dänemark. Sie hat eine Gesamtheizleistung von 70 MW.